# كريستين دور-السرفاتي
كريستين در-السرفاتي (بالفرنسية: Christine Daure-Serfaty)‏ هي كاتبة فرنسية وناشطة في مجال حقوق الإنسان، ولدت بتاريخ 12 تشرين الثاني/نوفمبر من العام 1926 في مونبلييه، وتوفيت في 28 مايو، 2014 في باريس.
دافعت كريستين في المغرب كثيرا، حيث ناضلت من أجل الدفاع عن حقوق الضحايا من الملك الحسن الثاني وذلك خلال الفترة التي عُرفت "بسنوات الرصاص"، كما أنها أرملة أبراهام السرفاتي، المناضل السياسي المغربي الذي قبع بالسجون المغربية لمدة 17 سنة كاملة وذلك في الفترة الممتدة ما بين 1974 و1991، وقد تزوجت منه بينما كان لا يزال سجينا وذلك سنة 1986.

## السيرة الذاتية
كريستين دور هي ابنة بيار دور (1892-1966)، الفيزيائي وعميد أكاديمية كاين، وكذلك محافظ كالفادوس وماريان كوليت التي هي نفسها ابنة جول جوليت (بالفرنسية: Jules Coulet)‏ التي ولدت سنة 1870 وتوفيت في 1952 حيث كانت تشغل منصب عميدة أكاديمية مونبلييه، وفي نفس الوقت هي أخت فرانسوا كوليت (بالفرنسية: Françoos Coulet)‏ الذي ولد عام 1906 وتوفي عام 1984، وهو دبلوماسي ومفوض الجمهورية الفرنسية إلى نورماندي عام 1944.
أصبحت كريستين أستاذ التاريخ والجغرافيا، وقد انتقلت في هذه القدرة للتدريس في المغرب وذلك بحلول عام 1962.
في عام 1986 نشرت تحت اسم مستعار وهو كلود أريام كتابا تحت عنونا اجتماعات مع المغرب، وقد تم إعادة نشر الكتاب في عام 1993 تحت اسمها الحقيقي. وقد شغلت منصب رئيس الاتحاد الدولي لمرصد السجون في عام 1993.

## المنشورات
- سجن تازمامرت: سجن الموت في المغرب باريس، ستوك 1992. (ردمك 2-234-02472-2)
- اجتماعات مع المغرب باريس 1993. (ردمك 2-7071-2252-1)
- ذكرى أخرى (مع أبراهام السرفاتي) باريس، 1993. (ردمك 2-234-02573-7). نشرت في المغرب في عام 2002 (نسخة طارق).
- موريتانيا باريس، 1993. (ردمك 2-7384-1911-9)
- امرأة من إجوكاك (رواية) باريس، 1997. (ردمك 2-234-04732-3). نشرت في المغرب في عام 2008 (نسخة طارق).
- رسالة من المغرب باريس، 2000. (ردمك 2-234-05246-7)